# Chiesa di Santa Maria Imbaro
Il santuario di Santa Maria Imbaro si trova nel comune di Santa Maria Imbaro (CH), che prende il nome da essa.

## Etimologia
La chiesa deve il nome alla sua posizione presso un tratturo che portava in Puglia, così venne chiamata plebem quoque Sancta Maria in viam Bari, nome poi mutato in Sancta Maria in Baro per poi man mano ad arrivare al nome attuale.

## Storia
Le prime notizie della chiesa risalgono al 1059: in una sua Bolla papa Niccolò II conferma al nuovo vescovo di Chieti Attone il possesso di una chiesa con tale nome. Nel 1096 il Conte normanno Drogone (detto Tasso, o Tassone, o Tascione), fratello di Roberto I di Loritello con il quale condivideva il governo dell'Abruzzo adriatico, restituisce il possesso della Chiesa al Vescovo di Chieti Rainolfo. Nel corso dei secoli successivi l'edificio subì più volte degli interventi, che ne cambiarono notevolmente volto; il più rilevante si ebbe in seguito al terribile terremoto del 5 dicembre 1456, in cui venne distrutta la torre campanaria. Nel 1515, quando fu fondata la diocesi di Lanciano, il santuario di Santa Maria Imbaro perse la propria autonomia. Nel 1760 furono fatti altri lavori di ristrutturazione, venne realizzata la Statua della Madonna con Bambino, e l'altare con finte colonne di marmo sormontate da angioletti. Nel 1840 fu eseguita la ristrutturazione del campanile, ricordata con un'iscrizione.

## Descrizione
La facciata è preceduta da un portico con archi a tutto sesto. Il fronte vero è a terminazione a capanna. Sul retro, l'abside ha un coronamento ad arcatelle cieche ed è affiancato dal campanile. La facciata è stata arricchita del porticato nel restauro del 2006. Il campanile è a pianta quadrata a due livelli, terminato nel 1849, come recita una targa murata. Fu restaurato dopo i danni della seconda guerra mondiale. Ha due campane. Una campana antica del XVII secolo fu sottratta dai cittadini di Lanciano nel XVII secolo per servire alla Cattedrale della Madonna del Ponte. L'abside è la parte più antica della chiesa, è semicircolare, e ha una piccola monofora a sesto acuto al livello centrale. L'interno è ad un'unica navata. Vi sono un altare, una Madonna con Bambino ed un Crocifisso di scuola abruzzese del XIII secolo.
L'altare maggiore è ottocentesco, in stucco dipinto e dorato, con una cornice a foglie di fico che attornia la nicchia della statua, a ricordare l'apparizione della Vergine sopra una pianta di ficus. E' decorato da putti e angeli. Altre statue di scuola locale del XX secolo sono di San Martino vescovo e San Germano. Negli anni '90 il pavimento della chiesa è stato scavato dalla Soprintendenza archeologica di Chieti, rinvenendo uno strato inferiore di pavimento romano, oggi visibile da una teca di vetro, insieme a resti di mura laterali la chiesa, che dovevano essere degli alloggi di ricovero dei viandanti.